# Heteropternis qinghaiensis
Heteropternis qinghaiensis är en insektsart som beskrevs av Wang, Yuwen och Z. Zheng 1992. Heteropternis qinghaiensis ingår i släktet Heteropternis och familjen gräshoppor. Inga underarter finns listade i Catalogue of Life.